# Geel bietencystenaaltje
Het geel bietencystenaaltje (Heterodera betae) is een plantenparasitair aaltje, dat als endoparasiet bieten, spinazie, spruitkool, koolzaad, stoppelknollen en rabarber parasiteert. De groenbemestingsgewassen bladrammenas en gele mosterd worden ook aangetast door het geel bietencystenaaltje. Van de vlinderbloemigen worden sperzieboon, tuinboon, wikke en enkele klavers. Op de erwt kan het aaltje zich niet vermeerderen, maar tast deze wel aan. Verdere waardplanten zijn ganzenvoeten en veel kruisbloemigen, waaronder knopherik, zuring, vogelmuur en anjer.
Het geel bietencystenaaltje komt in Nederland alleen voor op zand-, dal- en zavelgronden, vooral in het oosten van Nederland.
Bij besmetting van de grond met het geel bietencystenaaltje kunnen kiemplanten afsterven en treden later in het gewas valplekken op waar de planten minder goed groeien en bij warm, droog weer gaan ze slap hangen. De buitenste bladeren sterven af en er worden veel zijwortels gevormd. Op de wortels zitten de cysten.

## Kenmerken
Het geel bietencystenaaltje is tweeslachtig. De mannetjes zijn wormvormig. Vanaf ongeveer eind juni zijn de citroenvormige, 0,85 mm lange cysten (vrouwtjes) zichtbaar op het wortelstelsel. Deze zijn eerst wit, worden dan geel en verkleuren later bruin. Alleen gele bietencysteaaltjes hebben voordat ze bruin worden ook nog een geel stadium. Dit onderscheidt ze van het wit bietencystenaaltje, waarbij de cyst meteen van wit naar bruingeel verkleurt.

## Ontwikkeling
De larven ontwikkelen zich in de eieren die in het lichaam van het vrouwtje blijven zitten. In het eiomhulsel blijven ze in rust. Het vrouwtje sterft af en de cuticula van het vrouwtje wordt hard en vormt een cyst. In de cyst kunnen de larven 8 - 10 jaar overleven. Onder gunstige omstandigheden van onder meer bodemvochtigheid, grondtemperatuur en beluchting, worden de larven door uitscheidingen van de wortels van de waardplant uit de cyst gelokt. Ze verplaatsen zich vervolgens naar de wortels van de waardplant en dringen met hun mondstekel het wortelweefsel binnen. In de centrale cilinder van de wortel geeft de larve met de mondstekel in een enkele cel een stof af, waardoor deze cel plaatselijk de celwand afbreekt en versmelt met buurcellen tot een syncytium met meerdere kernen. De larve voedt zich gedurende de gehele ontwikkeling via dit syncytium. Na twee larvale stadia worden mannetjes en vrouwtjes gevormd, die tijdens hun verdere groei nog twee larvale stadia doorlopen.

## Bestrijding
Tijdens braak kan ter bestrijding van het geel bietencystenaaltje een vanggewas geteeld worden. Deze gewassen lokken door hun lokstoffen de larven uit de cysten. In de wortels van de vanggewassen kunnen de larven echter geen syncytium vormen en verhongeren of groeien alleen uit tot mannetjes. Voor het uitgroeien tot vrouwtjes is meer voedsel nodig.
Ook kunnen partieel nematodenresistente bietenrassen geteeld worden. De suikeropbrengst van deze rassen is echter lager dan die van de vatbare rassen.
Vruchtwisseling met eenmaal in de vijf jaar bieten. In de vruchtwisseling geen vatbare gewassen opnemen.
Bij een intensievere teelt grondmonsters nemen voor het bepalen van de besmettingsgraad. Bij een te hoge besmettingsgraad kunnen alleen nog partieel resistente bietenrassen geteeld worden of moet eerst een vanggewas geteeld worden.